# 東松山市立高坂図書館
東松山市立高坂図書館（ひがしまつやましりつたかさかとしょかん）は、埼玉県東松山市元宿にある公立図書館である。

## 概要
かつて東松山市高坂地区は高坂ニュータウン等の開発により人口が急増したが、東松山市には公立図書館が一館しかなかったため、高坂地区の住民からは地元への図書館設置の要望が上がっていた。また、人口急増に伴い、高坂公民館や高坂丘陵地区センターの既存の会議室だけでは、集会の需要に対応しきれなくなっていた。さらに、高坂地区周辺には大東文化大学、東京電機大学、山村女子短期大学等があって、大学生の図書館利用が多いことからも図書館の建設が求められていた。
そこで、東武東上本線高坂駅西口の土地区画整理事業完了後の1991年秋、東松山市は、当時の埼玉県では珍しかった図書館と集会施設を兼ね備えた複合施設として、高坂図書館の建築計画を決定。1992年度一般予算に建設費を計上し、1992年6月に高坂図書館の建設に着工した。高坂図書館は、当初予定された1993年3月の完成からやや遅れて、6月4日に落成し、6月6日に開館した。本館の開館等により、1995年度の東松山市内の図書館の貸出利用者数及び貸出点数は、本館開館前の1991年度のほぼ2倍に増加した。
高坂図書館では、東松山市の市制施行45周年記念出版として、高坂公民館と協力して高坂地区の地名の由来をまとめた『高坂の地名』シリーズ全4冊を1999年度に発行している（#発行書籍参照）。

### 施設
- 敷地面積 - 1,523平方メートル
- 建物面積 - 985平方メートル
- 館内
  - 2階 - 大会議室、小会議室、和室
  - 1階 - 一般図書、AVコーナー

## 沿革
- 1993年（平成5年）6月6日 - 高坂図書館開館。

## 利用
- 借りた資料は市立図書館、高坂図書館、なしの花図書室のいずれかに返却可能。
- 比企郡の各町村（嵐山町、滑川町、小川町、ときがわ町、川島町、吉見町、鳩山町）、及び秩父郡東秩父村、坂戸市・熊谷市に住まい・通学通勤している人は相互利用が可能である。

### 開館時間
- 月-金曜日：午前9時30分-午後7時
- 土・日曜日：午前9時30分-午後5時
  - 基本的に月末を除く月曜日も開館。

## 発行物
- 高坂の地名 毛塚・田木編（1999年）[7]
- 高坂の地名 岩殿・西本宿編（1999年）[8]
- 高坂の地名 高坂・宮鼻編（2000年）[8]
- 高坂の地名 正代・早俣編（2000年）[8]
- 古代の高坂：高坂の地形・岩殿観音と門前町（2001年）[8]
- 中世を生き抜いた小代氏：モンゴル侵攻と郷土武士たち（2001年）[8]
- 松山の地名：松山地区・野田・東平・市ノ川（2007年）[8]

## アクセス
- 東武東上本線高坂駅西口から徒歩5分。

## 関連施設
- 東松山市立図書館
  - なしの花分室